# Municipio de Wysox (Illinois)
El municipio de Wysox (en inglés: Wysox Township) es un municipio ubicado en el condado de Carroll en el estado estadounidense de Illinois. En el año 2010 tenía una población de 1366 habitantes y una densidad poblacional de 13,85 personas por km².

## Geografía
El municipio de Wysox se encuentra ubicado en las coordenadas 41°58′36″N 89°48′8″O / 41.97667, -89.80222. Según la Oficina del Censo de los Estados Unidos, el municipio tiene una superficie total de 98.63 km², de la cual 98,63 km² corresponden a tierra firme y (0 %) 0 km² es agua.

## Demografía
Según el censo de 2010, había 1366 personas residiendo en el municipio de Wysox. La densidad de población era de 13,85 hab./km². De los 1366 habitantes, el municipio de Wysox estaba compuesto por el 98,9 % blancos, el 0,29 % eran asiáticos y el 0,81 % eran de una mezcla de razas. Del total de la población el 1,39 % eran hispanos o latinos de cualquier raza.